# Fusarium verticillioides
Fusarium verticillioides (Sacc.) (teleomorf Gibberella fujikuroi (Sawada) Wollenw., (1931)) és un ascomicet pertanyent a la subdivisió dels deuteromicets, que agrupa aquells fongs en els quals no hi ha descrita una fase sexual, o bé, aquesta és molt estranya. F. verticillioides cau en aquesta última categoria, perquè sí que presenta una fase sexual anomenada teleomorf, forma sexual, molt difícil de trobar en la natura i calen condicions especials per a observar-la in vitro. La forma teleomòrfica rep un altre nom de gènere i espècie: per a F. verticillioides és Gibberella fujikuroi, que és heterotàl·lic, ja que l'aparellament ocorre entre colònies de diferents grups. En l'estat anamorf, o de reproducció asexual, hi ha abundant producció de microconidis, aquests són cèl·lules ovalades amb la base aplanada i agrupades en cadenes. Algunes soques també generen macroconidis amb aparença llarga i prima, i amb cinc o sis septes. Mostren dues cèl·lules: una apical, que és corba, i una altra basal, en forma de peu. Aquest tipus de conidis es produeixen amb estructures que aparenten raïms denominats esporodoquis. L'espècie no produeix clamidoconidis, però amb freqüència les cèl·lules contingudes en una hifa engrossida es solen confondre amb aquests.
Les característiques i la morfologia de la colònia d'aquesta espècie varien d'acord amb el medi de cultiu. Per exemple, en agar creïlla-dextrosa el miceli és blanc, a l'inici, i forma pigments que van des de gris fins a violeta. En canvi, en alguns cultius ja envellits, l'hifa del fong produeix melanina per a formar estructures anomenades esclerocis.
F. graminearum i F. verticillioides són els fongs patògens que més afecten el gra del panís a les regions temperades, entre les quals s'inclou Europa. Ambdós fongs produeixen micotoxines que causen trastorns físics inclús malalties, inclús cert tipus de càncer. Per aquesta raó, l'Agència Internacional de Recerca sobre el Càncer ha classificat les fumonisines com a possibles carcinogèniques l'any 2002. El desenvolupament de l'una
o l'altra espècie fúngica està determinat per les condicions climàtiques i geogràfiques. En regions més fredes predomina F. graminearum, mentre que en regions més càlides i seques, com l'Estat Espanol, predomina F. verticillioides.

## Taxonomia
La taxonomia de Fusarium és summament complexa. Per aquest motiu ha sigut tema de debat durant molts anys, perquè el concepte d'espècies ha canviat dins d'un gènere, depenent dels grups d'investigadors. Un treball nodal en la taxonomia d'aquest gènere va ser el tractat de Wollenweber & Reinking (1935), en el qual els autors van identificar 65 espècies agrupades en 16 seccions. Cada secció incloïa espècies amb característiques comunes, i algunes com a F. verticillioides, F. thapsinum, F. proliferatum i F. subglutinans pertanyen a la secció Liseola. A més, l'única diferència entre F. verticillioides i F. proliferatum és que en aquesta última les cadenes de microconidis són més curtes que en la primera.

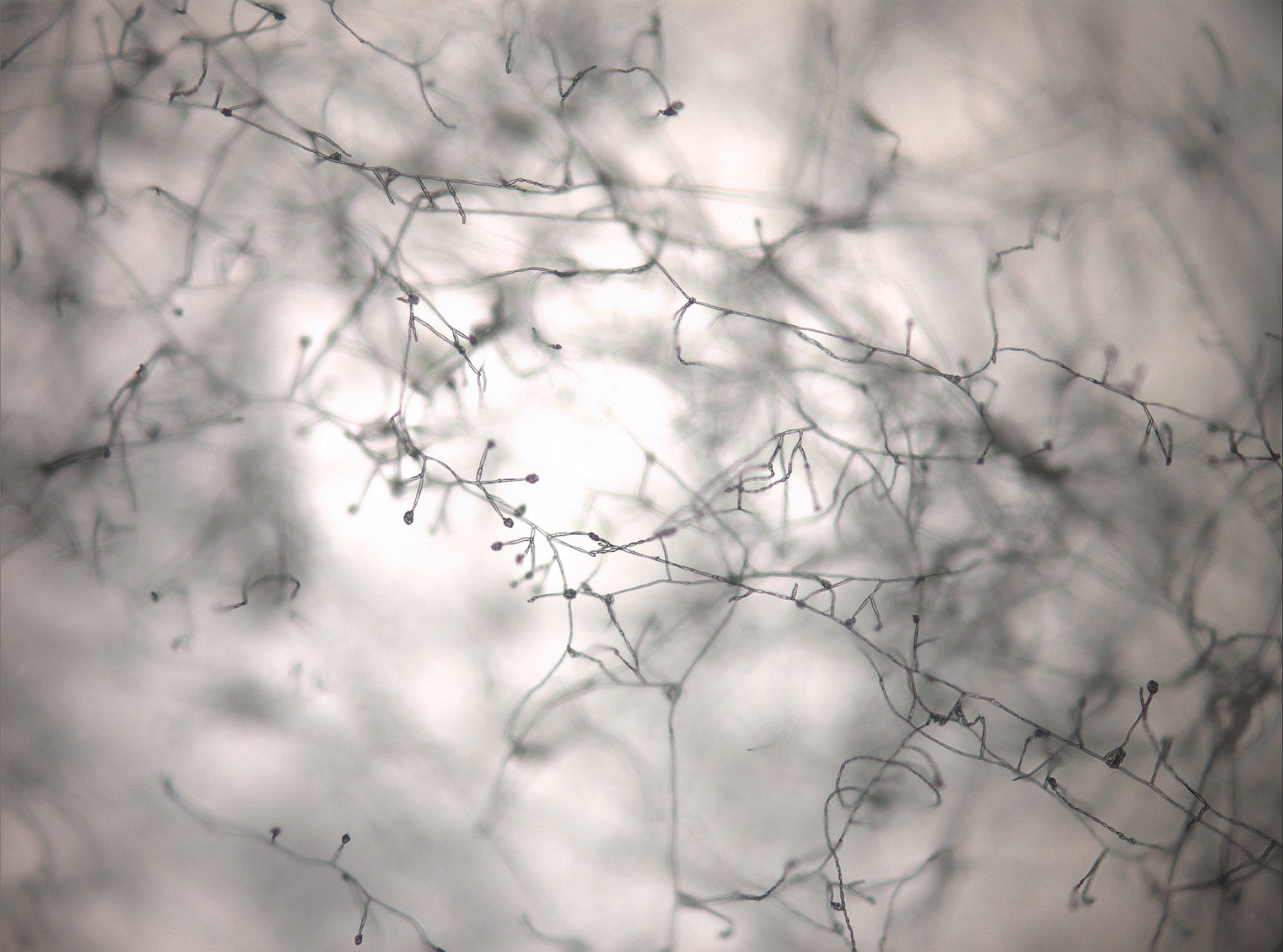
Vista d'una colònia ampliada 160 vegades de F. verticillioides centrada en falsos clamidoconidis, que realment són engrossiments de l'àpex hifal.

## Biologia
Aquesta espècie es distribueix per tot el món, i amb alta freqüència és aïllada de la dacsa, pràcticament de qualsevol òrgan de la planta. És el principal patogen d'aquest cultiu i limitant de la productivitat perquè ocasiona pèrdues quantioses que varien any a any. Se'l coneix com un patogen necròtrof per la capacitat que té de causar la mort del teixit hoste i, després, sobreviu com a sapròfit en el restoll. No obstant això, durant els períodes primerencs de la infecció el fong adquireix una fase biòtrofa, al grau que pot sobreviure com endòfit en la llavor i en la tija de les plantes sense causar danys visibles. Quan les condicions ambientals són favorables, infecta els teixits de la planta i és capaç de provocar podriment en òrgans com l'arrel, la tija i la panolla. Tal circumstància resulta de la complexa interacció entre diversos factors com són la virulència de la soca, el genotip i l'etapa del desenvolupament del panís, així com les condicions ambientals. El clima calent i humit afavoreix el podriment de la panolla durant el període d'ompliment de gra.

### Vies d'infecció
Un dels aspectes que afavoreix la infecció i l'alta incidència de F. verticillioides en el panís és que el fong utilitza múltiples rutes d'entrada a la planta per a colonitzar diferents teixits i, d'aquesta manera, causa diverses malalties al llarg del seu desenvolupament. A continuació es descriuen les principals rutes d'infecció:
1. Infecció sistèmica de les plàntules: ocorre durant i des de la germinació de la llavor, i al llarg de l'establiment de la plàntula. Com el fong sobreviu –ja siga en la llavor o en el sòl–, es troba estratègicament posicionat per a infectar a la planta. F. verticillioides penetra de manera directa el pericarpi i a les cèl·lules de l'epidermis de l'arrel tres dies després que se sembren les llavors inoculades. Les hifes colonitzen les cèl·lules del parènquima de l'escutel i arriben fins al còrtex. No obstant això, la colonització de l'endoderma i de les regions vasculars ocorre en rares ocasions. Entre 25 i 30 dies, les arrels i el mesocòtil ja es troben colonitzats i poden mostrar símptomes de podriment, depenent de la quantitat d'inòcul i de factors ambientals. En la tija no hi ha moltes hifes, per aquest motiu la infecció pot desenvolupar-se de manera asimptomàtica fins a assolir certs teixits. Encara que el fong és capaç de transportar-se per la tija i arribar a la nova panolla en desenvolupament, l'únic lloc que pareix limitar el seu pas és el teixit de transició entre la corona de la plàntula i la tija.
2. Infecció de la panolla per mitjà de l'estigma: és la via més comuna perquè el fong infecte a la panolla és a través de l'estigma. Açò succeeix quan l'inòcul aeri i els conidis transportades per l'aigua de pluja es depositen en l'estigma. D'aquesta manera es facilita l'accés a les cèl·lules del pericarpi i l'hifa del fong creix en la superfície de la cutícula per a poder accedir al gra, a través de la part inferior del canal estilar, fins i tot en manca de lesions mecàniques.
3. Infecció de la tija i la panolla per mal mecànic: diversos insectes – plagues del panís – en alimentar-se, perforen les panolles i les tiges de la planta. Aquest dany mecànic funciona com a ruta d'entrada per als conidis del fong. A més, hi ha insectes que actuen com a vectors, ja siga dispersant-lo al llarg de la superfície de la planta cap als grans – com les espècies d’Ostrinia, el cuc barrinador – o, bé, transportant-lo a través de grans distàncies; com el cuc de l'arrel (Diabrotica sp.). Altres vectors descrits són el cuc del panís (Helicoverpa zea) – en les seues fases de larva i d'adult –, els trips i els corcs. La funció de vector es recolza en el fet que el fong sobreviu en els òrgans externs dels insectes esmentats. Altres evidències que afavoreixen el paper dels insectes en la incidència i severitat de la infecció per aquest fong són: a) Control de la població dels insectes plaga del panís, amb què redueix la probabilitat de dany en la planta, ergo el risc de contraure la malaltia. b) Panís genèticament modificat, que produeix la proteïna CryIa(b),[5] la qual confereix resistència al cuc barrinador europeu del panís (Ostrinia nubilalis). Així, d'ambdues maneres, hi ha una menor incidència i severitat de podriment de la panolla provocat per F. verticillioides.

Evidentment les rutes d'infecció esmentades no són excloents, i en el camp les plantes són atacades a través d'una o més d'aquestes vies i per diferents soques del patogen.
A diferència d'altres fongs que són estrictament biòtrofs, F. verticillioides no genera estructures especialitzades que faciliten l'entrada al teixit i a les cèl·lules. No obstant això, és capaç de produir quantitats importants d'enzims lítics i toxines que contribueixen al procés infecciós. Entre les micotoxines que sintetitza l'espècie es troben l'àcid fusàric, la fusarina C, les naftoquinones, la moniliformina i les fumonisines. Aquestes últimes són les més abundants. A causa de la preocupació pels metabolits secundaris tòxics que produeix. Aquesta preocupació deriva del fet que el panís és un component significatiu en la cadena d'aliments humans, la qual cosa posa de manifest la necessitat de comprendre la biologia de la interacció hoste-patogen, la manera d'acció i el metabolisme d'aquesta micotoxina, així com al desenvolupament de mètodes analítics per a la seua detecció i quantificació en panís i productes derivats d'aquest. Un altre aspecte rellevant de la biologia de les fumonisines és el seu possible paper en la virulència del fong.
Les causes del pas de l'estat asimptomàtic al patogen no estan del tot clares, encara que es relacionaran amb les condicions ambientals biòtiques i abiòtiques i amb les característiques fisiològiques i genètiques de la planta. Els símptomes típics que s'observen en el gra de panís són el desenvolupament d'un patró de ratlles blanques en el pericarpi, i si la infecció és severa apareix un miceli cotonós de color blanc envoltant, en primer lloc, als grans de l'àpex i que després s'estén per tota la panolla, podent afectar les bràctees, que s'adhereixen als grans. Arribant a aquest punt el miceli sol tornar-se de color rosaci. Aquesta podridura de la panolla és coneguda com a fusariosi rosa, típica de F. verticillioides.

## Defensa de la planta
La via dels fenilpropanoides condueix a la biosíntesi d'una àmplia varietat de compostos fenòlics que s'han vist implicats en processos biològics de resistència a fongs. S'ha demostrat que els compostos fenòlics solubles inhibeixen el creixement in vitro de diversos gèneres fúngics, i especialment, es van observar efectes inhibitoris significatius per a les espècies de Fusarium. Altres estudis van assenyalar que els compostos fenòlics també tenen un paper important en la inhibició de la producció de micotoxines in vitro i, es treballa per a identificar i aïllar els inhibidors més actius en els extractes fenòlics solubles. S'ha demostrat que l'acumulació de flavonoides i antocians induïts també proporciona resistència contra fongs d'aquest gènere.
La paret cel·lular és considerada com una important barrera física enfront patògens i plagues, i està formada fonamentalment per una xarxa tridimensional de microfibril·les de cel·lulosa embegudes en una matriu d'hemicel·luloses, pectines, proteïnes i compostos fenòlics en una solució lleugerament àcida a la qual s'incorpora la lignina, convertint-se en un constituent significatiu. Fonamentalment, la paret dona forma i grandària a les cèl·lules, però també els confereix certa capacitat de resistència mecànica i de defensa. Diversos dels seus components tenen un paper important en la resistència a plagues i malalties, encara que, els mecanismes de defensa són molt complexos i varien entre plantes de la mateixa espècie, diferents teixits o fins i tot el mateix teixit en diferents etapes de desenvolupament. Per tant, comprendre el paper d'aquests constituents en la resistència de la paret a estressos biòtics pot permetre modificar els cultius per a augmentar la seua resistència.
Els àcids hidroxicinàmics es troben generalment en xicoteta quantitat en les parets cel·lulars vegetals (1-8%), sent els més abundants en el panís l'àcid ferúlic (FA), diferúlics (DFAT) i l'àcid ρ-cumàric (pCA). En el cas concret dels estigmes, diversos autors assenyalen que aquests compostos possiblement s'acumulen en major concentració que en altres parts de la planta. El FA, els DFAT i el pCA s'han relacionat amb la resistència de la paret cel·lular a patògens. S'ha observat que la concentració d'aquests compostos varien entre cultivars resistents i susceptibles, i que després de l'atac de fongs tendeixen a augmentar. Hi ha diversos estudis sobre els efectes de la infecció de F. graminearum en la concentració d'hidroxicinamats en el gra de panís, però més recentment es van estudiar els efectes de la infecció per F. verticillioides. Els genotips més resistents van exhibir alts nivells d'hidroxicinamats, tres vegades majors que els genotips susceptibles. Els alts nivells d'hidroxicinamats són un tret associat a una menor gravetat de la malaltia i a una limitada acumulació de fumonisines.